# Mustafa Denizli
Mustafa Denizli (ur. 10 listopada 1949 roku w Izmirze) – turecki piłkarz i trener piłkarski. W latach 1987–88 i 1996–00 był selekcjonerem reprezentacji Turcji, którą w 2000 roku doprowadził do ćwierćfinału mistrzostw Europy.

## Kariera piłkarska
W latach 70. był jednym z najskuteczniejszych napastników tureckiej ekstraklasy. Niemal przez całą sportową karierę związany był z klubem Altay Izmir, w którego barwach zdobył koronę króla strzelców. W wieku trzydziestu czterech lat przeniósł się do Galatasaray SK, ale już rok później zakończył piłkarską przygodę.

## Sukcesy piłkarskie
- Puchar Turcji 1980 z Altay Izmir

W barwach Altay Izmir został królem strzelców tureckiej ekstraklasy. W reprezentacji Turcji rozegrał 33 mecze i strzelił 2 gole.

## Kariera trenerska
W Galatasaray SK najpierw przez dwa lata był asystentem słynnego Niemca Juppa Derwalla, a później samodzielnie prowadził zespół Cimbom, dwukrotnie zdobywając z nim mistrzostwo kraju. W tym samym czasie zaledwie przez kilka miesięcy był selekcjonerem reprezentacji Turcji.
Na początku lat 90. krótko pracował w Niemczech, następnie ponownie w Galatasaray, z którym w ciągu jednego sezonu wywalczył Puchar Turcji i dotarł do ćwierćfinału Pucharu UEFA oraz przez trzy lata w Kocaelispor.
Po Euro 1996 został po raz drugi trenerem drużyny narodowej, którą wprowadził do Mistrzostw Europy 2000. Na boiskach Belgii i Holandii Turcy zaprezentowali się bardzo przyzwoicie i po raz pierwszy w historii przebrnęli przez fazę grupową. W drugiej rundzie ulegli nieznacznie Portugalii. Aż czternastu piłkarzy z kadry na Euro 2000 zdobyło dwa lata później brązowy medal mistrzostw świata.
W czerwcu 2000 roku Denizli, zgodnie z wcześniejszymi zapowiedziami, pożegnał się z reprezentacją i został trenerem Fenerbahçe SK. W 2001 roku triumfował z nim w rozgrywkach o mistrzostwo kraju.
W 2004 roku zdecydował się na pracę w Pasie Teheran, pracował tam 2 lata. W 2006 roku podpisał kontrakt z Persepolis F.C., szkoleniowcem był tam tylko rok. W 2008 roku został trenerem Beşiktaşu JK. W 2010 roku został zwolniony ze stanowiska.

## Sukcesy trenerskie
- mistrzostwo Turcji 1987 i 1988, półfinał Pucharu UEFA 1989 oraz Puchar Turcji 1991 i ćwierćfinał Pucharu UEFA 1991 z Galatasaray SK
- mistrzostwo Turcji 2001 z Fenerbahçe SK
- ćwierćfinał Mistrzostw Europy 2000 z reprezentacją Turcji